# Rob Lowe
Robert Hepler Lowe, ameriški filmski in televizijski igralec, producent in scenarist, * 17. marec 1964 Virginija, ZDA.
Šestkrat je bil nominiran za zlati globus, najbolj znan pa je po vlogi Sama Seaborna v politični seriji V Beli Hiši, Chrisa Traegerja v filmu Parki in rekreacija ter Roberta McCallisterja v dramski seriji Bratje in sestre.